# Jon & Jules
Jon og Jules (Jon Andersson Ørom og Johannes Jules Wolfson) er en dansk producerduo, der er indehaverne af Nexus Music. Producerduoen er i hiphop-kredse tidligere kendt fra undergrunds-rapgruppen USL, hvor de bl.a. indledte deres samarbejde med Niclas Genckel Petersen og Jannik Brandt Thomsen. Sammen skabte de fire gruppen Nik & Jay og ejer tilsammen produktionsselskabet Nexus Music. Jules Wolfson er også bag pladeselskabet Slick.Boutique.
Inden Nik & Jay sang Niclas Genckel Petersen og Jannik Brandt Thomsen sammen i rap-gruppen Bagmændene, som ligeledes blev produceret af Jon & Jules. Jon & Jules har produceret en lang række af Danmarks største rap- og pop-kunstnere, blandt andre Nik & Jay, Joey Moe, Burhan G og Clemens. Ved Danish Music Awards 2011 modtog de IFPIs Ærespris sammen med Nik & Jay.  

## Diskografi
Se: Nexus Music